# Konstantin Wołkow
Konstantin Jurjewicz Wołkow (ros. Константин Юрьевич Волков; ur. 18 lutego 1960 w Irkucku) – radziecki lekkoatleta, skoczek o tyczce, wicemistrz olimpijski i wicemistrz świata.
W 1979 został halowym wicemistrzem Europy, a rok później – halowym mistrzem Europy, wynikiem 560 cm ustanawiając rekord mistrzostw. W finale rozgrywanych w tym samym roku igrzysk olimpijskich w Moskwie po pasjonującym pojedynku z Władysławem Kozakiewiczem zajął drugie miejsce (ex aequo z Tadeuszem Ślusarskim). W 1982 ponownie zajął drugie miejsce w Halowych Mistrzostwach Europy, a w 1983 – również drugie miejsce w mistrzostwach świata na otwartym stadionie. W 1984 nie mógł pojechać na igrzyska olimpijskie w Los Angeles z powodu bojkotu przez Związek Radziecki, ale zwyciężył w zawodach Przyjaźń-84 rozgrywanych w Moskwie.
Był również dwukrotnym mistrzem uniwersjady: w Bukareszcie w 1981 i w Edmonton w 1983. Tylko raz, w 1979, zdobył mistrzostwo Związku Radzieckiego, a w 1980 był halowym mistrzem ZSRR. Wielokrotny rekordzista kraju.
Jego rekord życiowy to 585 cm (1984).